# The Second City
The Second City ist eine Theater-Gruppe in Chicago. Die Gruppe ist außerhalb Chicagos die bekannteste in der Stadt beheimatete Theater-Gruppe. Unter demselben Namen und unter Anlehnung an die Chicagoer Gruppe ist eine Gruppe in Toronto entstanden, die die Fernsehshow Second City Television produzierte.
Die Gruppe in Chicago wurde im Jahr 1953 als Playwrights Theater Club gegründet. Der gegenwärtige Name entstammt einem Artikel in der Zeitschrift The New Yorker über Chicago, der 1949 veröffentlicht wurde. Er wird seit dem Jahr 1959 benutzt.
Anstatt traditionelle Stücke zu spielen, wird improvisiert.
Zahlreiche ehemalige Gruppenmitglieder haben später in der Fernseh-Comedy-Show Saturday Night Live mitgespielt. Bekannte ehemalige Mitglieder sind u. a.:
- Alan Alda
- Bill Murray
- Bonnie Hunt
- Chloe Bennet
- Colin Mochrie (Toronto)
- Dan Aykroyd
- Dan Bakkedahl
- David Pasquesi
- David Rasche
- Ed Asner
- Elaine May
- Gilda Radner
- Harold Ramis
- Horatio Sanz
- Joan Rivers
- John Belushi
- Martin Short
- Mike Myers
- Mike Nichols
- Rebel Wilson
- Ryan Stiles (Toronto)
- Severn Darden
- Shelley Berman
- Stephen Colbert
- Tina Fey